# Enckejev komet
Enckejev komet ali Komet Encke (uradna oznaka 2P/Encke) je periodični komet, ki obkroži Sonce vsaka tri leta, kar je najkrajša obhodna doba znanih kometov. Pripada Enckejevi družini kometov. Prvi ga je opisal Pierre Méchain leta 1786, vendar ni vedel da je periodični komet. To je izračunal šele Johann Franz Encke v letu 1819. Podobno kot pri Halleyjevem kometu se tudi ta komet imenuje po prvem, ki je določil njegovo tirnico in ga v resnici ni odkril.

## Odkritje
Enckejev komet je bil po odkritju Halleyjevega kometa prvi potrjeni periodični komet. Njegovo tirnico je izračunal Johann Franz Encke, ki je znal povezati pojave kometov v letih 1786 (oznaka 2P/1786 B1), 1795 (oznaka 2P/1795 V1), 1805 (oznaka 2P/1805 U1) in 1818 (oznaka 2P/1818 W1) in pri tem ugotovil, da je to isto nebesno telo. V letu 1819 je objavil svoja odkritja v reviji Correspondance astronomique. Takrat je tudi predvidel, da se bo komet pojavil leta 1822 (takrat je dobil oznako 2P/1822 L1).

## Značilnosti
Premer jedra kometa Encke je približno 4,8 km . Ker ima komet Encke majhen naklon tirnice in periodo okoli 3 leta, nanj močno vplivajo notranji planeti .

## Opazovanja
Z odpravo CONTOUR so hoteli raziskati komete Encke, 73P/Schwassmann-Wachmann 3 in d’Arrest. Odprava pa ni uspela, saj je kmalu po izstrelitvi prišlo do napake in je celotna odprava propadla.
20. aprila 2007 so pri Enckejevem kometu opazili, da se njegov rep zaradi vpliva magnetnega polja občasno raztrga. To so povzročili koronarni masni izbruhi (CME) iz Sončeve korone .

## Meteorski roji
Enckejev komet je verjetno izvor meteorskih rojev, ki jih danes poznamo pod imenom Tauridi, ki pa vljučujejo severne in južne Tauride v novembru ter Beta Turide v poznem juniju in v začetku julija. Verjetno je tudi blizuzemeljsko telo 2004 TG10 del Enckejevega kometa .